# Torre de doña Urraca

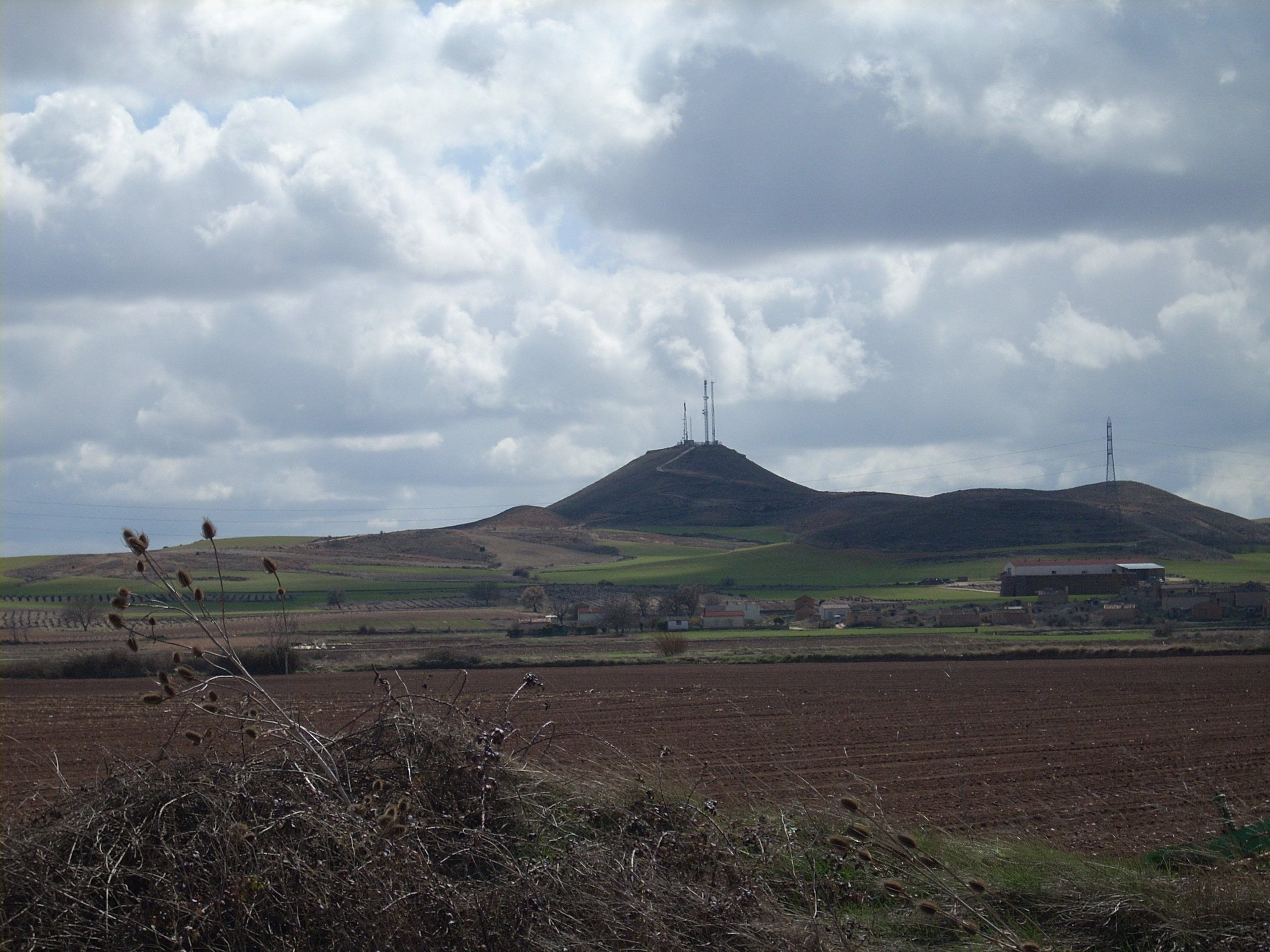
La torre de doña Urraca.

La torre de Doña Urraca está situada en Soto de San Esteban, un pueblo de la provincia de Soria (España).

## Historia
Según el Cantar de mio Cid, en dicha torre, el Cid Campeador resguardó a sus hijas, doña Elvira y doña Sol, tras ser ultrajadas en el robledal de Corpes, que hoy día es Castillejo de Robledo.

## Instalaciones
Actualmente, en la cima de la torre (montaña o cerro a 979 metros de altitud) se han colocado una serie de antenas de móviles y televisión.

## Acceso
Desde su cima, a la que se puede acceder en vehículo automóvil por un camino, bastante empinado, se divisa la histórica línea del Duero, y numerosas atalayas y castillos como, por ejemplo, el de San Esteban de Gormaz, Gormaz, Langa de Duero, Ucero, etc.
Adicionalmente, la torre de Doña Urraca, forma parte del llamado «Camino del Cid» que también pasa por Aldea de San Esteban

## Alusiones literarias
El Cantar de mio Cid narra lo siguiente:

Todos tres senneros por los rrobredos de Corpes
entre noch & día salieron de los montes;
a las aguas de Duero ellos arribados son,
a la torre de don Urraca elle las dexó.
A sant Estevan vino Félez Munnoz,
falló a Diego Téllez el que de Álbar Fánnez fue;
quando él lo oyó pesol’ de coraçón,
prisó bestias & vestidos de pro,
hiva rreçebir a don Elvira & a donna Sol;
en Sant Estevan dentro las metió,
quanto él mejor puede allí las ondró.
Juntos solos los tres, por los robledos de Corpes,
Entre noche y día, salieron de los montes;
A las aguas del Duero, ellos arribados son;
En la torre de doña Urraca, él las dejó.
A San Esteban, vino Félez Muñoz;
Halló a Diego Téllez, el que de Álvar Fáñez fue.
Cuando él lo oyó, pesóle de corazón;
Tomó bestias y vestidos de pro;
Iba a recibir a doña Elvira y a doña Sol.
En San Estaban dentro las metió;
Cuanto él mejor puede, allí las honró.

## Flora y fauna
Las especies vegetales que se encuentran son básicamente el tomillo, el espliego, el romero y la llamada por los lugareños «la escoba», porque antiguamente se usaba para hacer escobas.
Los animales que se pueden ver en sus alrededores son liebres, perdices, águilas, abejas de los colmenares cercanos y últimamente corzos y milanos reales.